# Авланж (Бельгия)
Авла́нж — коммуна в Валлонии, расположенная в провинции Намюр, округ Динан. Принадлежит Французскому языковому сообществу Бельгии. На площади 104,73 км² проживают 4844 человека (плотность населения — 46 чел./км²), из которых 48,25 % — мужчины и 51,75 % — женщины. Средний годовой доход на душу населения в 2003 году составлял 10 493 евро.
Почтовый код: 5370, 5372, 5374, 5376. Телефонный код: 083.